# Берёзовка (Семёнкинский сельсовет)
Берёзовка (баш. Берёзовка) — деревня в Аургазинском районе Республики Башкортостан Российской Федерации. Входит в состав Семенкинского сельсовета. Население на 1 января 2009 года составляло 10 человек.
Почтовый индекс — 453493, код ОКАТО — 80205834010.
С 2005 современный статус.

## История
Статус деревня, сельского населённого пункта, посёлок получил согласно Закону Республики Башкортостан от 20 июля 2005 года N 211-з «О внесении изменений в административно-территориальное устройство Республики Башкортостан в связи с образованием, объединением, упразднением и изменением статуса населенных пунктов, переносом административных центров», ст.1:

6. Изменить статус следующих населенных пунктов, установив тип поселения — деревня:
 
5)  в Аургазинском районе:…

л) поселка Березовка Турсагалинского сельсовета
До 2008 года входила в Турсагалинский сельсовет. После его упразднения деревня вошла в состав Семёнкинского сельсовета (Закон Республики Башкортостан от 19.11.2008 N 49-з «Об изменениях в административно-территориальном устройстве Республики Башкортостан в связи с объединением отдельных сельсоветов и передачей населённых пунктов»).

## География

### Географическое положение
Расстояние до:
- районного центра (Толбазы): 30 км
- центра упраздненного Турсагалинского сельсовета (Шланлы): 3 км
- ближайшей ж/д станции (Стерлитамак): 41 км

## Население
| 2002 | 2009 | 2010 |
| ---- | ---- | ---- |
| 54   | ↘10  | ↘7   |

Национальный состав
Согласно переписи 2002 года, преобладающая национальность — чуваши (85 %).